# Echrya rufopubens
Echrya rufopubens är en skalbaggsart som beskrevs av Leon Fairmaire 1903. Echrya rufopubens ingår i släktet Echrya och familjen Melolonthidae. Inga underarter finns listade i Catalogue of Life.